# Brian Tyler Cohen
Brian Tyler Cohen (12 de enero de 1989) es un youtuber, presentador de pódcast, autor,  comentarista político progresista y colaborador de MSNBC estadounidense. Es mejor conocido por su canal de YouTube, titulado "Brian Tyler Cohen", donde entrevista a figuras políticas destacadas, informa sobre política y transmite eventos importantes en vivo, incluidos debates y resultados electorales. Su canal tiene más de 3 millones de suscriptores y 2.3 billones de visitas. También presenta un podcast político llamado No Lie con Brian Tyler Cohen.
El 25 de febrero de 2022, Cohen se convirtió en el primer creador/podcaster de YouTube en entrevistar al presidente de los Estados Unidos Joe Biden.

## Educación
En 2011, Cohen se graduó de la Universidad de Lehigh en Bethlehem, Pensilvania, con una licenciatura en Negocios y Economía y una licenciatura en inglés. Se dirigió a la clase de graduados de 2011 como presidente de su clase.

## Carrera
Cohen actuó en varios papeles en cine y televisión entre 2012 y 2016.
En octubre de 2018, Cohen comenzó a publicar contenido político en su canal de YouTube, que cubre principalmente la política nacional. Más tarde, Cohen comenzó su primer podcast, No Lie, durante la pandemia de COVID-19 en junio de 2020. Desde entonces, Cohen ha creado varios programas diferentes en su canal, siendo coanfitrión junto con el abogado de derechos electorales y fundador de Democracy Docket Marc Elias y el exfiscal federal Glenn Kirschner.
Además de presentar sus podcasts y crear videos de YouTube, Cohen ha sido orador en Netroots Nation, en Collision, y en Web Summit en Lisboa. Había sido colaborador ocasional de The Huffington Post antes de lanzar su programa.
El 22 de junio de 2023, MSNBC anunció que Cohen se uniría a la red como colaborador político. Cohen hizo su debut en la televisión nacional como colaborador de MSNBC en The ReidOut el 20 de julio de 2023.

## Libro
El 13 de agosto de 2024, Cohen publicó su primer libro, Shameless: Republicans' Deliberate Dysfunction and the Battle to Preserve Democracy, fue publicado por el sello Harper de HarperCollins. En él, expone su evaluación del estado actual del Partido Republicano del Estados Unidos y lo que los Partido Demócrata (Estados Unidos) y todos los que quieran proteger la Democracia deberían hacer al respecto. Debutó en el número uno de la lista de libros más vendidos de no ficción de The New York Times en la semana que terminó el 17 de agosto de 2024.

## Podcast

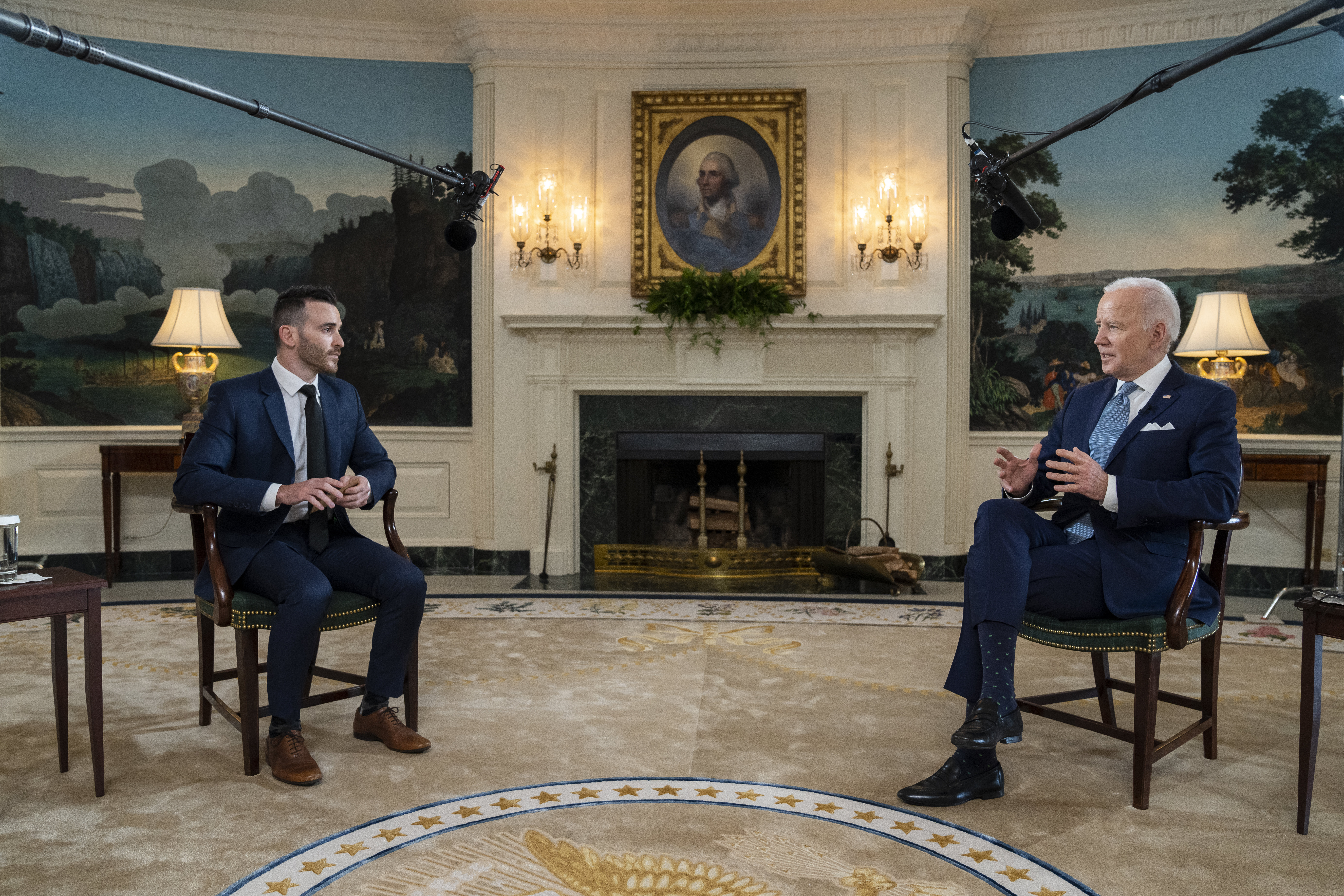
El presidente Joe Biden entrevistado por Brian Tyler Cohen el 25 de febrero de 2022

Invitados que han aparecido en No Lie with Brian Tyler Cohen incluyen
| - Stacey Abrams - Joe Biden - Cory Booker - Pete Buttigieg - Chris Cuomo - Jeff Daniels - John Fetterman - Al Franken - Kamala Harris - Adam Kinzinger - Colin Allred - Ron Klain - Amy Klobuchar - Rachel Maddow - Gavin Newsom | - Beto O'Rourke - Nancy Pelosi - Katie Porter - Jen Psaki - Jamie Raskin - Bernie Sanders - Adam Schiff - Chuck Schumer - Eric Swalwell - Kara Swisher - Mary L. Trump - Elizabeth Warren - Bradley Whitford - Gretchen Whitmer |